# Bouclier (contre-torpilleur)
Pour les articles homonymes, voir Bouclier.
Le Bouclier est le navire de tête de la classe Bouclier, une douzaine de contre-torpilleurs construits pour la Marine nationale française dans la première décennie du XXe siècle.

## Conception
La classe Bouclier a été conçue selon une spécification très générale, et les navires différaient considérablement les uns des autres de diverses manières. Le Bouclier était le navire le plus court de sa classe avec une longueur de 72,3 mètres, une largeur de 7,6 à 8 mètres et un tirant d'eau de 2,9 à 3,1 mètres. Conçu pour déplacer 800 tonnes métriques, le Bouclier était également le navire le plus léger de sa classe et déplaçait 692 tonnes à charge normale. Son équipage comptait entre 80 et 83 hommes.
Le Bouclier était propulsé par trois turbines à vapeur à entraînement direct Parsons, chacune entraînant un arbre d'hélice, utilisant la vapeur fournie par quatre chaudières à tubes d'eau. Les moteurs ont été conçus pour produire 13000 chevaux (9700 kW), ce qui devait produire une vitesse de 30 nœuds (56 km/h). Le Bouclier était le navire le plus rapide de sa classe, atteignant 35,5 nœuds (65,7 km/h) lors de ses essais en mer. Les navires transportaient suffisamment de mazout pour une autonomie de 1200 à 1600 milles marins (2200 à 3000 km) à une vitesse de croisière de 12 à 14 nœuds (22 à 26 km/h).
L’armement principal des navires de la classe Bouclier se composait de deux canons de 100 millimètres modèle 1893 dans des affûts simples, un à l’avant et un à l’arrière des superstructures, et de quatre canons de 65 millimètres modèle 1902 répartis au milieu du navire. Ils étaient également équipés de deux affûts jumeaux pour des tubes lance-torpilles de 450 millimètres au milieu du navire.
Pendant la Première Guerre mondiale, un canon antiaérien de 45 millimètres ou 75 millimètres, deux mitrailleuses de 8 millimètres et huit ou dix grenades anti-sous-marines de type Guiraud ont été ajoutés aux navires. Le poids supplémentaire a gravement surchargé les navires et réduit leur vitesse maximale à environ 26 nœuds (48 km/h).

## Carrière
Le Bouclier a été commandé aux Chantiers et Ateliers Augustin Normand au Havre. Il est lancé le 29 juin 1911 par le chantier naval. Le navire a été achevé plus tard cette année-là.
Au début de la Première Guerre mondiale en août 1914, le Bouclier est le navire amiral des flottilles de torpilleurs de la 1re armée navale. Au cours des phases préliminaires de la bataille d'Antivari, au Monténégro, le 16 août, les 1re, 4e et 5e flottilles de contre-torpilleurs sont chargées d’escorter le gros de la 1re armée navale tandis que les 2e, 3e et 6e flottilles escortent les croiseurs cuirassés de la 2e escadre légère et deux croiseurs britanniques. Après avoir réuni les deux groupes et repéré le croiseur protégé austro-hongrois SMS Zenta et le destroyer SMS Ulan, les contre-torpilleurs français n’ont joué aucun rôle dans le naufrage du croiseur, bien que la 4e flottille ait été envoyée dans une poursuite infructueuse du Ulan. Après avoir brisé le blocus austro-hongrois d’Antivari (aujourd’hui Bar), le vice-amiral Augustin Boué de Lapeyrère, commandant de la 1re armée navale, décide d’acheminer des troupes et des approvisionnements vers le port à l’aide d’un petit paquebot réquisitionné, le SS Liamone, escorté par la 2e escadre légère, renforcée par le croiseur cuirassé Ernest Renan, et escorté par le Bouclier avec les 1re et 6e flottilles de contre-torpilleurs sous son commandement, tandis que le reste de la 1re armée navale bombarde le 1er septembre la base navale austro-hongroise de Cattaro, au Monténégro. Quatre jours plus tard, la flotte assure l’évacuation de Danilo, prince héritier du Monténégro, à bord du Bouclier, vers l’île grecque de Corfou. La flottille escorte plusieurs petits convois chargés de ravitaillement et d’équipement jusqu’à Antivari, à partir d’octobre et jusqu’à la fin de l’année, toujours couverts par les plus gros navires de l’armée navale dans des tentatives vaines d’attirer la flotte austro-hongroise à livrer bataille. Pour ces missions, les 1re et 6e flottilles sont dirigées par le contre-torpilleur français Dehorter alors qu’elles effectuent une patrouille au sud de Cattaro dans la nuit du 10 au 11 novembre à la recherche infructueuse de destroyers austro-hongrois.
Le torpillage du cuirassé français Jean Bart le 21 décembre provoqua un changement dans la tactique française, car les cuirassés étaient trop importants pour les exposer à une attaque sous-marine. Désormais, seuls les contre-torpilleurs escorteraient les transports, couverts par des croiseurs à une distance de 20 à 50 milles (32 à 80 km) des transports. Le premier convoi de 1915 à destination d’Antivari arriva le 11 janvier et d’autres furent réalisés jusqu’au dernier, les 20 et 21 avril. Le 26 mars, le cuirassé pré-dreadnought Gaulois, gravement endommagé, demande de l’aide par radio alors qu’il prend l’eau dans une tempête au large des côtes grecques. Le Bouclier, les contre-torpilleurs Fantassin et Cavalier et le croiseur cuirassé Jules Ferry sont intervenus, mais n’ont pas pu porter assistance en raison du gros temps.
Après la signature du pacte de Londres par l’Italie et sa déclaration de guerre à l’Empire austro-hongrois le 23 mai, le Bouclier est toujours affecté à la 6e flottille lorsque l’unité est transférée à la 1re division de torpilleurs et de sous-marins de la 2e escadre basée à Brindisi, en Italie. Le 12 juillet, la 6e flottille de contre-torpilleurs, comprenant le Bouclier, fait partie de la force qui attaque l’île de Lastovo au large de la côte autrichienne de l’Adriatique (aujourd’hui partie de la Croatie), détruisant les stocks de pétrole et la station télégraphique. Cette attaque a eu lieu en même temps que l’occupation italienne de Palagruža,.
Le 27 juin 1922 à Toulon, le Bouclier entre en collision avec le cuirassé Paris. Les deux navires ont été gravement endommagés.
Le Bouclier est radié le 15 février 1933.